# Палупиг'я
Па́лупиг'я (ест. Palupõhja küla) — село в Естонії, у волості Елва повіту Тартумаа.

## Населення
На 31 грудня 2011 року в селі не було постійних мешканців.

## Історія
До 24 жовтня 2017 року село входило до складу волості Пуг'я.